# Caroline Boujard
Caroline Boujard (Saint-Cloud, 6 gennaio 1994) è una rugbista a 15 francese, tre quarti ala-estremo del Montpellier.
Vanta 40 presenze in nazionale maggiore, con la quale si è aggiudicata il terzo posto alla Coppa del Mondo 2017.

## Biografia
Nativa di Saint-Cloud e cresciuta a Massy, nell'Essonne, si formò rugbisticamente nel locale club nel quale entrò a 11 anni; nel 2011, a 17 anni, fu a Chilly-Mazarin nella cui squadra seniores disputò tre anni per poi spostarsi a Perpignano nel 2014.
Lì, per mantenersi economicamente, trovò lavoro come assistente dell'infermiere del club; a tale data vantava già un biennio di attività internazionale giovanile, e in occasione del Sei Nazioni 2015 fu convocata nella selezione maggiore che vinse l'incontro d'apertura del torneo contro la Scozia e che conquistò la vittoria finale della competizione.
Trasferitasi a Montpellier al fine di militare in prima divisione e mantenere le sue possibilità di giocare in nazionale, divenne campione di Francia alla fine della sua prima stagione nella nuova squadra e partecipò alla Coppa del Mondo 2017 in Irlanda, dove le Bleues giunsero terze assolute.
Qualche mese più tardi giunse anche il Grande Slam nel Sei Nazioni 2018 e il secondo titolo nazionale consecutivo, replicato anche nel 2019.
Fuori dall'attività rugbistica lavora come addetta alle vendite presso un magazzino di Montpellier della catena di distribuzione Decathlon.

## Palmarès
- Campionati francesi: 3
Montpellier: 2016-17, 2017-18, 2018-19